# Ucraïnès
L'ucraïnès o ucraïnés és una de les llengües eslaves de la branca oriental, parlat per uns 40 milions de persones. Té una gran varietat dialectal, explicable per la gran extensió del territori i la fragmentació política que ha viscut Ucraïna (aquest nom pot significar tant “terra de frontera” com simplement “país”).
L'idioma té els seus orígens en l'eslau antic (antic eslau oriental) de l'estat medieval del principat de Kíev o Rus’ de Kíiv (segles X a XIII), l'antic nom d'Ucraïna. En les seves fases inicials, es coneixia com a rutè, paraula que avui es fa servir per a designar un idioma o dialecte que es parla a l'oest d'Ucraïna. L'ucraïnès és un descendent lineal de l'idioma col·loquial usat al principat i molt pròxim al belarús i rus.
Al segle xix, es va crear l'ucraïnès normatiu, sota el guiatge del nacionalisme de l'època. La invasió russa va frenar-ne l'expansió, amb la prohibició de parlar-lo en públic. Amb la independència del 1991, se’l va declarar únic idioma oficial a Ucraïna.
La llengua ha sobreviscut tots aquests segles, malgrat els diferents períodes de prohibició, dissuasió o totes dues coses, perquè ha mantingut una base suficient entre la població, i per la seva llarga i forta tradició de cant popular, músics itinerants i autors prominents.
Ara per ara, potser l'ucraïnès es troba en situació difícil, per tal com sovint lluita en condicions molt desiguals amb el rus; es podria comparar amb el català enfront del castellà o francès, en major o menor mesura. Per una banda, la seua situació social ha esdevingut, fins a cert punt, difícil, o fins i tot precària en alguns llocs (sobretot en grans ciutats com ara Kíev o Odessa, i també a Crimea). El canvi de govern recent ha propiciat certa revifalla del rus en alguns sectors, agreujada pel fet que el govern no té una política de suport a l'ucraïnès (no hi ha ajuda a la publicació en ucraïnès, no hi ha escoles subvencionades d'ucraïnès per a adults o nouvinguts, etc.). Però, per altra banda, l'idioma gaudeix de plena salut en moltes regions, com ara, clarament, a les óblasts (o províncies) de Lviv, Ternòpill, Ivano-Frankivsk, Volínia, Rivne, Transcarpàtia i Txernivstí, entre d'altres. En moltes parts del país, l'educació es fa en ucraïnès avui en dia, cosa que també aporta continuïtat i dona a la població l'oportunitat d'aprofundir en l'idioma.
En la major part d'Ucraïna, l'ucraïnès conviu pacíficament amb el rus. Hi ha una part de la població que parla rus habitualment per raons històriques (molta gent va passar-se al rus per desconeixement de la llengua pròpia, perquè l'escola era en rus, i perquè l'ucraïnès ha estat prohibit, represaliat, reprimit, dissuadit o mal vist en major o menor mesura en diferents períodes recents), però que se senten plenament ucraïnesos i no gens russos.
La retolació en la major part d'Ucraïna es fa en ucraïnès.

## Alfabet ucraïnès
L'ucraïnès usa l'alfabet ciríl·lic (кирилиця, kirílitsia). Cada idioma eslau que usa l'alfabet ciríl·lic l'ha adaptat a les seves necessitats. Així, la variant usada per a escriure l'ucraïnès és lleugerament diferent de cadascuna de les altres variants. Com en tots els idiomes eslaus que usen l'alfabet ciríl·lic, l'ortografia respecta bastant la fonètica.
L'ucraïnès no porta accents gràfics (signes diacrítics). Els accents que veureu en la Viquipèdia són afegits per a indicar la síl·laba tònica.

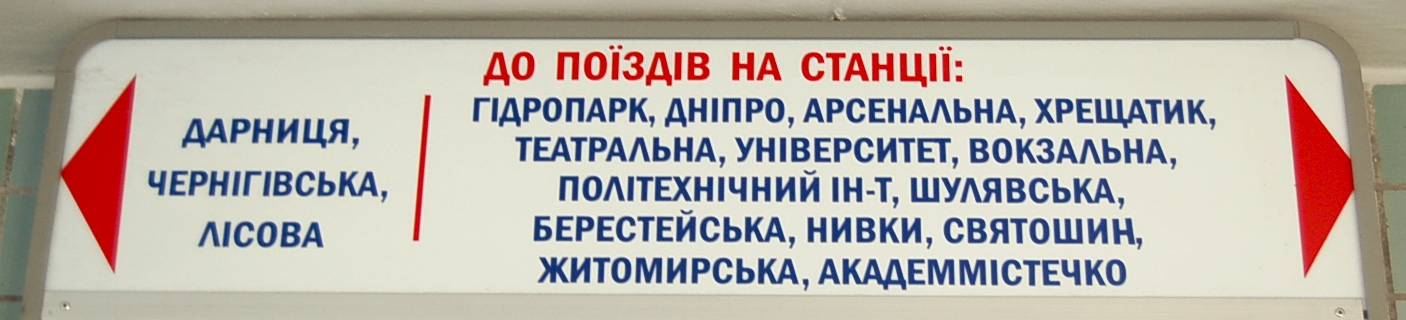
Rètol en ucraïnès al metro de Kíiv

Heus aquí el sistema tècnic internacional de transliteració científica, el sistema de transliteració d'ISO-9, i la versió de transcripció al català:
| Rodona | Cursiva | Transliteració Científica | Transliteració ISO-9 | Nom                                              | Pronunciació (AFI) | Transcripció al català [1] | Notes |
| ------ | ------- | ------------------------- | -------------------- | ------------------------------------------------ | ------------------ | -------------------------- | ----- |
| А а    | А а     | a                         | a                    | а /ɑ/                                            | [ɑ]                | a                          |       |
| Б б    | Б б     | b                         | b                    | бе /bɛ/                                          | [b]                | b                          |       |
| В в    | В в     | v                         | v                    | ве /wɛ/                                          | [w] o [v]          | v                          |       |
| Г г    | Г г     | h                         | g                    | ге /ɦɛ/                                          | [ɦ]                | h                          | [2]   |
| Ґ ґ    | Ґ ґ     | g                         | g̀                    | ґе /ɡɛ/                                          | [ɡ]                | g, gu                      | [3]   |
| Д д    | Д д     | d                         | d                    | де /dɛ/                                          | [d], [dʲ]          | d                          |       |
| Е е    | Е е     | e                         | e                    | е /ɛ/                                            | [ɛ]                | e                          |       |
| Є є    | Є є     | je                        | ê                    | є /jɛ/                                           | [jɛ]               | ie                         |       |
| Ж ж    | Ж ж     | ž                         | ž                    | же /ʐɛ/                                          | [ʐ]                | j                          | [4]   |
| З з    | З з     | z                         | z                    | зе /zɛ/                                          | [z], [zʲ]          | z                          |       |
| И и    | И и     | y                         | i                    | и /ɪ/                                            | [ɪ]                | i (o y)                    | [5]   |
| І і    | І і     | i                         | ì                    | і /i/                                            | [i]                | i                          |       |
| Ї ї    | Ї ї     | ï (ji)                    | ï                    | ї /ji/                                           | [ji]               | ï (o iï)                   | [6]   |
| Й й    | Й й     | j                         | j                    | йот /jɔt/, й /ɪj/                                | [j]                | i                          | [7]   |
| К к    | К к     | k                         | k                    | ка /kɑ/                                          | [k]                | k                          |       |
| Л л    | Л л     | l                         | l                    | ел /ɛl/                                          | [l], [lʲ]          | l                          | [8]   |
| М м    | М м     | m                         | m                    | ем /ɛm/                                          | [m]                | m                          |       |
| Н н    | Н н     | n                         | n                    | ен /ɛn/                                          | [n], [nʲ]          | n                          |       |
| О о    | О о     | o                         | o                    | о /ɔ/                                            | [ɔ]                | o                          |       |
| П п    | П п     | p                         | p                    | пе /pɛ/                                          | [p]                | p                          |       |
| Р р    | Р р     | r                         | r                    | ер /ɛr/                                          | [r], [rʲ]          | r                          |       |
| С с    | С с     | s                         | s                    | ес /ɛs/                                          | [s], [sʲ]          | s, ss                      | [9]   |
| Т т    | Т т     | t                         | t                    | те /tɛ/                                          | [t], [tʲ]          | t                          |       |
| У у    | У у     | u                         | u                    | у /u/                                            | [u]                | u                          |       |
| Ф ф    | Ф ф     | f                         | f                    | еф /ɛf/                                          | [f]                | f                          |       |
| Х х    | Х х     | x                         | h                    | ха /xɑ/                                          | [x]                | kh                         | [10]  |
| Ц ц    | Ц ц     | c                         | c                    | це /tsɛ/                                         | [ts], [tsʲ]        | ts                         |       |
| Ч ч    | Ч ч     | č                         | č                    | че /tʂɛ/                                         | [tʂ]               | tx                         |       |
| Ш ш    | Ш ш     | š                         | š                    | ша /ʂɑ/                                          | [ʂ]                | x, ix                      |       |
| Щ щ    | Щ щ     | šč                        | ŝ                    | ща /ʂtʂɑ/                                        | [ʂtʂ]              | sx (o xtx)                 | [11]  |
| Ь ь    | Ь ь     | ′                         | ′                    | м’який знак /mjɑˈkɪj ˈznɑk/ (signe suau o feble) | [◌ʲ]               | no s'indica (o ’)          | [12]  |
| Ю ю    | Ю ю     | ju                        | û                    | ю /ju/                                           | [ʲu], [ju]         | iu                         |       |
| Я я    | Я я     | ja                        | â                    | я /jɑ/                                           | [ʲɑ], [jɑ]         | ia                         | [13]  |
| ’      | ’       | - (″)                     | '                    | апостроф /ɑˈpɔstrɔf/ (apòstrof)                  | [j]                | no s'indica (o ″)          | [14]  |

Transliteració d'acord amb la transliteració científica internacional usada en el camp de la lingüística a la tercera columna, i amb la transliteració en ISO-9 a la quarta columna, tot i que n'hi ha altres sistemes, com també la transcripció a un altre idioma d'acord amb la grafia de l'idioma en qüestió (com es mostra a la columna 6 per al català).
Notes
1. La columna de transcripció al català és la versió suggerida per als viquipedistes. Les lletres que presenten dificultats o particularitats són:
2. La Г és un consonant, una "h" fricativa, que correspon a la "j" de mujer, pronunciat a la cubana o, si fa no fa, a la "h" en algunes paraules de l'anglès, com ara hello. Quan apareix la combinació "КГ", s'ha de transcriure amb punt volat, "k·h", per diferenciar-la del dígraf "kh", que es fa servir per a representar la "X" ucraïnesa.
3. La Ґ ("gue") fou oficialment proscrita en la Unió Soviètica del 1933 al 1990 (com també l'ortografia ucraïnesa en general, que era russificada); falta en alguns teclats d'ordinador i sistemes informàtics. Sempre es correspon al so [g] i, per tant, es transcriu "gu" davant de "e" i "i".
4. La Ж, que correspon a certa pronunciació de la "j" catalana (AFI [ʒ], fricativa postalveolar sonora) es pronuncia com la "j" en la paraula jamai en català oriental o català balear (AFI: [ʒamáј]) o la "g" de les paraules gínjol en català oriental o balear [ʒíɲʒuɫ] o mallorquí [ʒíɲʒoɫ], i enginyer en català oriental i balear ([əɲʒјɲé]), com la "g" de gironí en català oriental [ʒiɾuní], però no en català occidental [ʤiɾoní];
5. La И, que és un so que no existeix en català semblant a la "i". Aquesta lletra és l'equivalent de la "Ы" belarussa i russa. També es pot transcriure amb "y" com a convenció. En aquest cas, s'ha de tenir en compte que la "n" seguida de "y" són dos sons separats i no l'equivalent al dígraf català ny en Banyoles. Per mantenir la claredat, se'n pot inserir el punt volat · entremig: "n·y".
6. La Ї es pot transcriure igual, com a "ï", però que vindria a ser una mica més forta, com "yi" en anglès o "ji" en alemany.
  - Les combinacions (hiats) АЇ, ЕЇ, ЄЇ, OЇ, УЇ, ЯЇ es poden transcriure afegint una i al davant, per no perdre part del so ("aiï", "eiï", "ieiï", "oiï", "uiï" i "iaiï") o, i millor per no causar confusió, es poden simplificar a "aï", "eï", "ieï", "oï", "uï" i "iaï", mentre que els hiats ІЇ i ИЇ es poden transcriure sempre com a "iï" i "yï", respectivament. Així, per posar exemples, tindríem, en el sistema simplificat seguit del sistema complicat: Mykolàïv, Mykolàiïv, (Микола́їв); Izmaïl, Izmaiïl (Ізмаїл); Ucraïna, Ucraiïna (Україна); Izràïl, Izràiïl (Ізра́їль); Koréïz, Koréiïz (Кореїз); Siméïz, Siméiïz (Сімеїз); niiàkoï, niiàkoiï (ніякої); Samuïl, Samuiïl (Самуї́л); Biliàïvka, Biliàiïvka (Біля́ївка). Exemple del hiat ІЇ: Makíïvka (Макі́ївка); exemple del hiat ИЇ: Kýïv (Ки́їв). En aquest últim exemple, Kýïv sovint se simplifica en Kíiv.
7. La Й, que correspondria a la "y" en anglès, correspon a la "i" catalana.
  - Els diftongs ИЙ i ІЙ vindrien a ser "yi" i "ii", respectivament. A la fi d'una paraula, en principi es poden simplificar en "y" i "i" respectivament, però aleshores es perd la diferenciació entre paraules que acaben només amb И o І i que es pronuncien lleugerament diferent. Així, usant el sistema llarg, tindríem Iurii (Ю́рій) i Síverskyi Donets (Сі́верський Доне́ць). Exemples de noms de persona amb els dos sistemes: Andrí o Andríi (Андрíй), Heorhi o Heorhii (Гео́ргій), Hryhori o Hryhorii (Григо́рій), Iuri o Iurii (Ю́рій), Oleksí o Oleksíi (Олексі́й), Serhí o Serhíi (Сергі́й).
8. La Л, quan ve en format doble ЛЛ, s'ha de transcriure com a "l·l", ja que la doble ЛЛ en ucraïnès s'allarga més en la pronunciació, una mica com la doble "ll" en italià.
  - Una vocal seguida de "Ль" s'aproxima a la "ll" catalana (AFI [ʎ], lateral postalveolar), però no arriba al mateix grau de palatalització del català. A la fi d'una paraula, quan la vocal anterior és І o Ї, però, es pot transcriure com a "ll" perquè el so s'hi aproxima més. Per exemple: Ternópill, de Тернопіль.
  - La combinació "Ль" seguida d'una vocal es pot transcriure com a "li". Així, tindríem: liótxyk (льотчик = 'pilot').
9. La С, quan apareix entre dues vocals, s'ha de doblar, perquè sempre és sorda en ucraïnès (la essa sonora catalana correspon a la З ucraïnesa, que es transcriu com a "z"). Així, tenim Lèssia (Ле́ся), Tyssa (Ти́са), Txerkassy (Черка́си), Odessa (Оде́са).
10. La X es pot transcriure amb "kh" (sona com la "j" castellana), seguint la mateixa convenció que per a la Khi grega;
11. La Щ, que tècnicament es pot transcriure com a "xtx", sona més com una "sx" (o sigui, allargar i suavitzar la x) en català. En la Viquipèdia i per al públic no especialitzat, és preferible usar la "sx" per a mantenir la claredat i evitar la confusió que pot causar la combinació de sons "xtx".
12. Signe suau o signe feble (Ь):
  - El signe suau no es considera una lletra, sinó un símbol ortogràfic que indica la palatalització de la consonant precedent.
  - El signe suau es trobava a la fi de l'alfabet abans de 1990, quan la nova ortografia oficial el va canviar al seu lloc actual.
  - L'apòstrof i el signe suau: s'ha de tenir en compte que, si es transcriu el signe suau com a ('), no es pot transcriure l'apòstrof o, alternativament, es pot transcriure l'apòstrof com a (").
  - En general, és millor no indicar el signe suau per evitar confusió entre els lectors no especialitzats en idiomes eslaus amb l'ús normal de l'apòstrof en català. Per exemple, si transcrivim el topònim Львів amb els signes suaus, tindríem L′viv, cosa que portaria a la majoria de gent de cultura catalana a imaginar-se una combinació de dues paraules, "Le Viv", o quelcom per l'estil, cosa que no és en absolut el cas.
  - Ara, sí que es pot indicar (amb un ′) en el cas de certes paraules d'una síl·laba, per evitar confusió entre parelles de paraules (seria un ús com en el cas de l'accent diacrític). Aleshores, tindríem, per exemple: Rus′ i Rus. Rus′ quan parlem del Rus′ de Kýiv (ucraïnès actual: Ки́ївська Русь, transcrit: Kýïvska Rus′; eslau oriental antic: Рѹсь, Кыѥвьская Рѹсь, Kýievskaia Rus′; AFI: [rusĭ]) o principat de Kýiv, paraula històrica que no té res a veure amb la paraula "rus" en el seu ús actual, referit a Rússia o l'idioma rus. També: Ros′ i Ros, en què Ros′ (Рось) és un topònim, nom d'un riu a Ucraïna, d'un altre a Belarús, d'un "assentament de tipus urbà" a Belarús, i d'un club de futbol ucraïnès; i ros, la paraula catalana descriptiva del color del cabell. També: Les′ i Les: per diferenciar el nom masculí ucraïnès Les′ (com ara Les′ Kurbas, Лесь Ку́рбас, la forma escurçada d'Oleksiy (Aleix en català) de l'article femení plural en català.
  - Consonant + ЬА, ЬЕ, ЬІ, ЬО, ЬУ. El signe suau pot aparèixer abans d'una vocal; en aquest cas, en la transcripció de signe suau seguit de "o", s'hi ha d'afegir una "i" al davant. Ex: liótxyk (льотчик = 'pilot'), nio (ньо); niokati (ньокати); "Niú Iork" (Нью-Йорк). Usarem el dígraf català "ny" per a representar la "НЬ", perquè els sons s'aproximen o són iguals. Per evitar la confusió en casos de "НИ", aquesta combinació de lletres es transcriurà amb un punt volat separant la "n•y", per indicar que no es tracta del dígraf.
13. La Я pot aparèixer en combinació amb la І, en què forma el hiat ІЯ. Es pot transcriure com a "iia" quan la primera "i" no és tònica per mantenir el hiat, i "ia" quan ho és, que ens donaria Ievpatòriia (Євпато́рiя) i Feodòssiia (Феодо́сія), però Balaklia (Балаклі́я) i Oleksandria (Олександрі́я). Per a topònims, de vegades se simplifica en "ia". En el sistema simplificat (el que s'està establint com a comú o estàndard), tenim, doncs: Ievpatòria (Євпато́рія), Feodòssia (Феодо́сія), Balaklia (Балаклі́я) i Oleksandria (Олександрі́я).
14. L'apòstrof indica que la consonant precedent (davant d'una vocal "suau") no es palatalitza, quan normalment es palatalitzaria. Seria l'equivalent al "ъ" (signe dur), símbol de l'alfabet rutè, rus, búlgar i d'altres. En el sistema de transliteració internacional, no es transcriu. En altres sistemes, es fa servir un ", mentre que l'alternativa seria deixar-ho com a apòstrof, però no es recomana, perquè causaria confusió amb l'apòstrof usat com a transcripció del signe suau.
15. També hi ha dígrafs (dues lletres que es pronuncien com un sol so), com ara la (дж) i (дз), la primera pronunciada com la "tg" de fetge (AFI [dʒ], africada postalveolar sonora), i la segona com la "tz" d'atzucac (AFI [dz], africada alveolar sonora). Exemples: джмiль (un tipus d'abella), бджoлa ('abella comuna'), дзвоник ('campana').
16. S'ha de tenir en compte que cal afegir els accents d'acord amb el català per tal que el lector entengui on va la síl·laba tònica (accent). Així, tenim Khàrkiv (Ха́рків), Kíiv (Ки́їв), Jitòmir (Жито́мир), Txernivtsí (Чернівці), etc. Tractarem la "Г" com a consonant normal i no com a silent.

## Literatura
Entre els escriptors més importants de la literatura ucraïnesa, convé esmentar el filòsof Hrihorii Skovorodà (Григо́рій Сковорода́, 1722-1794) i els escriptors Mykola Kostomàrov (Мико́ла Костома́ров, 1817-1885), Levkó Borovykovskyi (Левко Боровиковський, 1806-1889), Mikhailo Kotsiubinski (Миха́йло Коцюби́нський, 1864-1913), Taràs Xevtxenko (Тара́с Шевче́нко, 1814-1861), Ivan Frankó (Іван Франко, 1857-1916), i Lèssia Ukraïnka (Larissa Petrivna Kóssatx, ucraïnès: Леся Українка, Лариса Петрівна Косач, 1871-1913), etc.
De l'avantguarda de principi de segle xx: Pavló Tytxyna (Павло Тичина 1891-1967), Mikhàil Semenkó (Михайль Семенко 1892-1937), Bohdan-Íhor Antònytx (Богдан-Ігор Антонич 1909-1937), Vassyl Symonenko (Василь Симоненко, 1935-1963) i molts més.
Alguns escriptors importants d'ara són: Iuri Andrukhóvytx (Юрій Андрухович), Serhí Jadan (Сергій Жадан), Lina Kostenko (Ліна Костенко), i Halyna Kruk (Галина Крук).
Vegeu també:
- la llista d'escriptors d'Ucraïna, amb informació biogràfica sobre cada autor de la llista, i
- la pàgina general sobre Ucraïna, amb la seva secció sobre autors i alguns enllaços.

## Algunes paraules en ucraïnès
- Привіт ([pry'vit], transcrit al català: pryvit) - 'Ei, hola!'
- Вітаю, Вітаємо (transcrit: vitàiu, vitàiemo, en primera persona singular i plural, respectivament. Literalment, 'et saludo', 'et saludem') - 'hola' (més formal), de vegades també: 'benvinguda', 'benvingut', 'benvingudes', 'benvinguts'.
- Ласкаво просимо (transcrit: Làskavo pròssymo) - 'benvinguda', 'benvingut', 'benvingudes', 'benvinguts'.
- Дякую (['djakuju], transcrit: diàkuiu) - 'gràcies'.
- До побачення (transcrit: do pobàtxennia) - 'adéu', 'fins a una altra'
- Так (['tak], transcrit: tak) - 'sí'.
- Ні (['ni], transcrit: ni) - 'no'.
- Будьмо (Budmo, accent tònic a la primera síl·laba) - 'serem!', com en la nostra frase 'som i serem!'. S'usa com a brindis.
- Смачного! (Smatxnoho) - 'bon profit!'.

Per veure una llista més completa, però traduïda i transcrita a l'anglès, vegeu la pàgina d'Omniglot.